# خانه روستایی در پروانس
خانه روستایی در پروانس که با نام دروازه ورودی به مزرعه‌ای با کومه علف خشک هم شناخته می‌شود در سال ۱۸۸۸ توسط ونسان ون گوگ در آرل در پروانس و در زمانی که در اوج هنرش بود کشیده شده‌است.
ون گوگ تا حدودی با الهام از آدولف مونتچیلی، ناحیه پروانس فرانسه را برای افزایش بیشتر مهارت نقاشی و تجربه‌اش انتخاب کرد. در نقاشی خانه روستایی در پروانس ون گوگ از تعدادی از رنگ‌های مکمل استفاده کرده که به کارش وضوح و روشنی بیشتری داده‌است. نقاشی
تحت مالکیت نگارخانه ملی هنر واشینگتن، دی. سی. است.